# Уэбб (лунный кратер)
Кратер Уэбб (лат. Webb) —небольшой ударный кратер в северо-восточной части Моря Изобилия на видимой стороне Луны. Название присвоено в честь британского астронома Томаса Уильяма Уэбба (1806—1885) и утверждено Международным астрономическим союзом в 1935 г. 

## Описание кратера

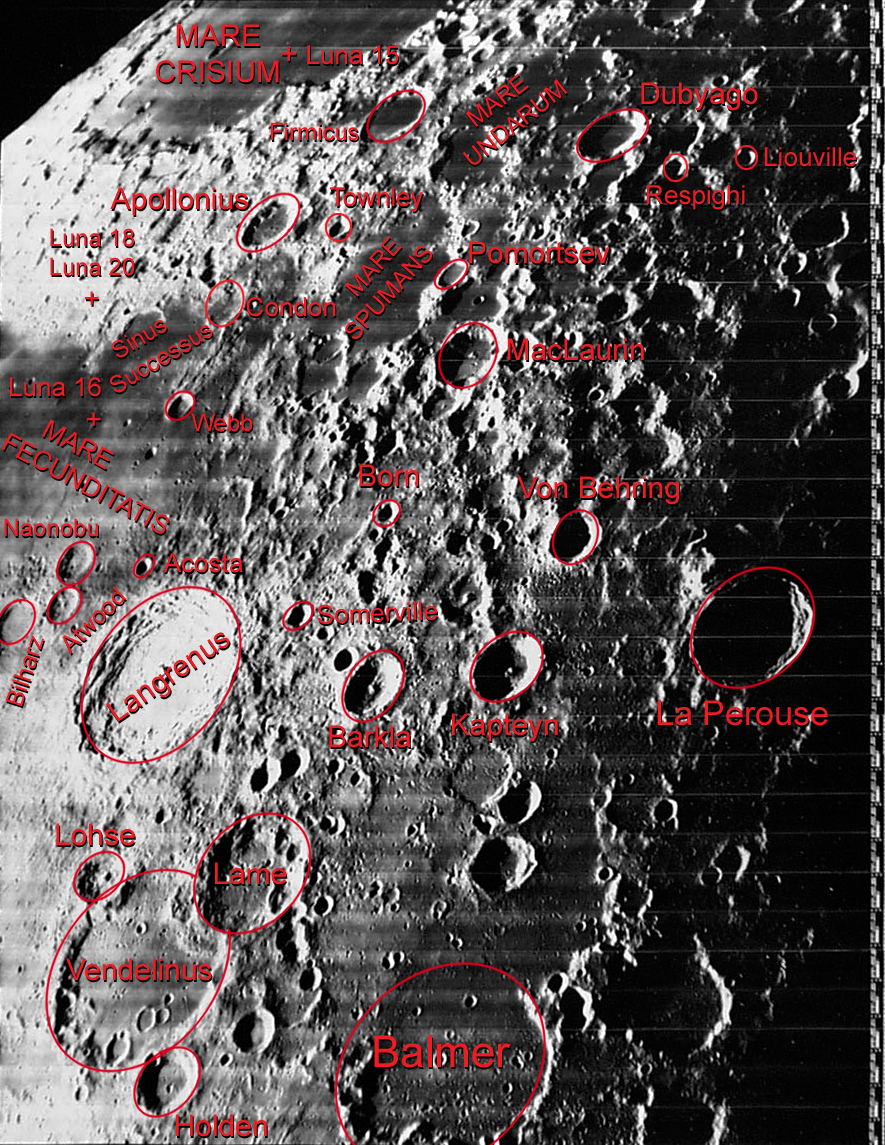
Окрестности кратера Уэбб. Снимок зонда Lunar Orbiter-IV.

Ближайшими соседями кратера являются кратер Амегино на северо-западе; кратер Кондон на севере; кратер Харгривс на востоке-юго-востоке, кратер Акоста на юге и кратер Наонобу на юге-юго-западе. На западе от кратера находятся гряды Андрусова; на северо-западе расположен Залив Успеха; на северо-востоке Море Пены. Селенографические координаты центра кратера 0°59′ ю. ш. 60°00′ в. д. / 0,98° ю. ш. 60° в. д., диаметр 21,4 км, глубина 1850 м.
Кратер Уэбб имеет близкую к циркулярной форму с выступами в восточной и  северной части и практически не разрушен. Вал кратера с четко очерченной острой кромкой и гладким внутренним склоном с высоким альбедо, к западной и восточной части вала примыкают небольшие цепочки кратеров. К северной части кратера примыкает гористое побережье Залива Успеха. Высота вала над окружающей местностью достигает 800 м, объем кратера составляет приблизительно 270 км³.  Дно чаши кратера испещрено мелкими кратерами, холмистое в северной части чаши, более ровное в южной. В центре чаши расположен невысокий округлый холм с мелким кратером на вершине.

## Сателлитные кратеры
| Уэбб | Координаты                                          | Диаметр, км |
| ---- | --------------------------------------------------- | ----------- |
| B    | 0°51′ ю. ш. 58°22′ в. д. / 0,85° ю. ш. 58,37° в. д. | 6,5         |
| C    | 0°09′ с. ш. 63°50′ в. д. / 0,15° с. ш. 63,83° в. д. | 34,3        |
| D    | 2°23′ ю. ш. 57°31′ в. д. / 2,38° ю. ш. 57,52° в. д. | 6,5         |
| E    | 0°56′ с. ш. 61°03′ в. д. / 0,94° с. ш. 61,05° в. д. | 6,8         |
| F    | 1°28′ с. ш. 61°00′ в. д. / 1,47° с. ш. 61° в. д.    | 9,5         |
| G    | 1°40′ с. ш. 61°13′ в. д. / 1,67° с. ш. 61,22° в. д. | 9,1         |
| H    | 2°09′ ю. ш. 59°26′ в. д. / 2,15° ю. ш. 59,44° в. д. | 10,0        |
| J    | 0°37′ ю. ш. 63°59′ в. д. / 0,62° ю. ш. 63,99° в. д. | 26,5        |
| K    | 0°51′ ю. ш. 62°58′ в. д. / 0,85° ю. ш. 62,96° в. д. | 18,6        |
| L    | 0°10′ с. ш. 62°44′ в. д. / 0,16° с. ш. 62,73° в. д. | 6,3         |
| M    | 0°16′ ю. ш. 63°49′ в. д. / 0,26° ю. ш. 63,81° в. д. | 5,8         |
| N    | 0°19′ ю. ш. 63°37′ в. д. / 0,32° ю. ш. 63,62° в. д. | 5,9         |
| P    | 2°23′ с. ш. 57°41′ в. д. / 2,39° с. ш. 57,69° в. д. | 37,9        |
| Q    | 1°08′ ю. ш. 61°14′ в. д. / 1,13° ю. ш. 61,24° в. д. | 4,3         |
| U    | 1°51′ с. ш. 56°14′ в. д. / 1,85° с. ш. 56,23° в. д. | 5,7         |
| W    | 3°01′ с. ш. 58°07′ в. д. / 3,02° с. ш. 58,12° в. д. | 7,8         |
| X    | 3°13′ с. ш. 58°15′ в. д. / 3,22° с. ш. 58,25° в. д. | 8,0         |

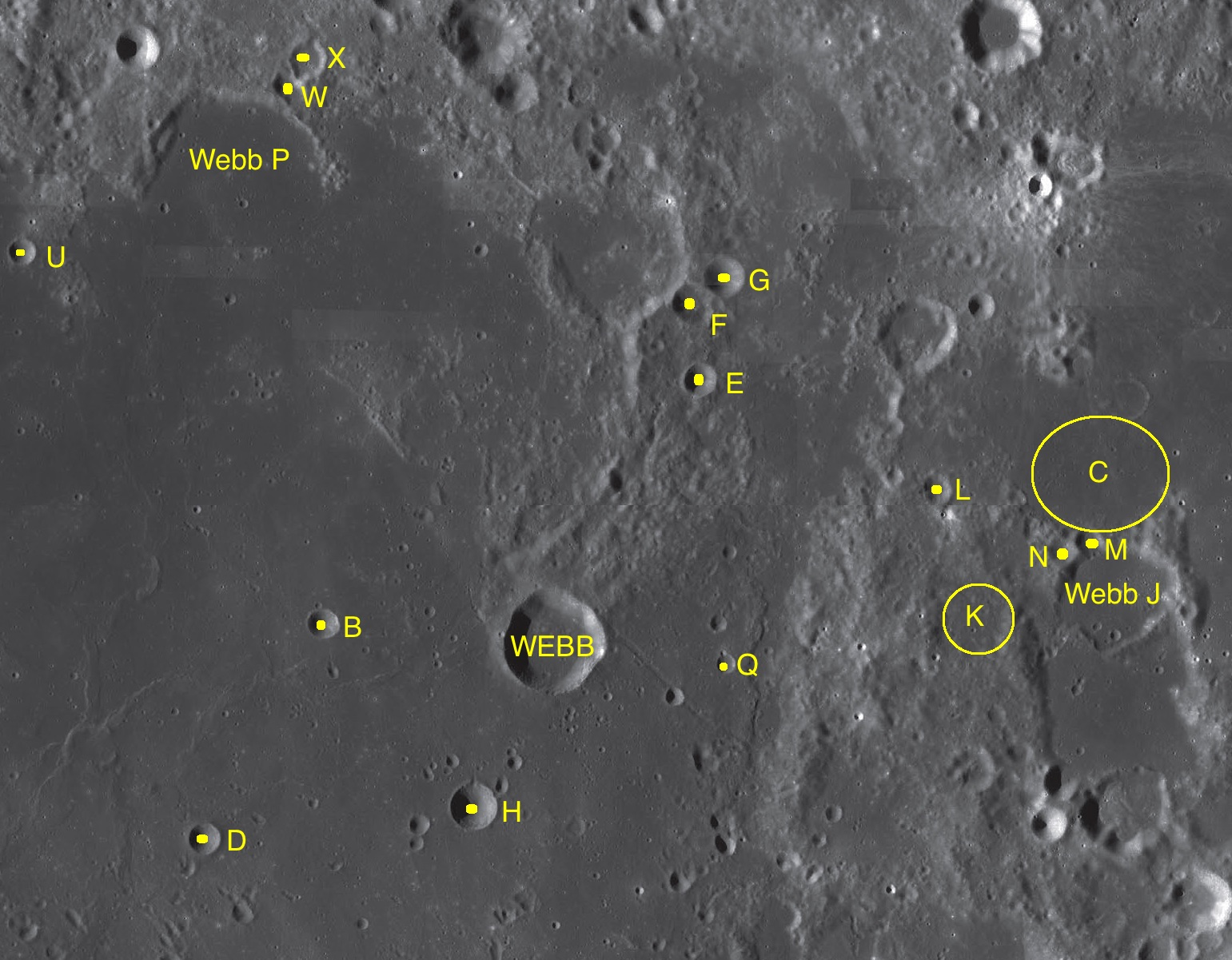
Фрагменты карт LAC-62, LAC-80.

- Кратер Уэбб H относится к числу кратеров, в которых зарегистрированы температурные аномалии во время затмений. Объясняется это тем, что подобные кратеры имеют небольшой возраст и скалы не успели покрыться реголитом, оказывающим термоизолирующее действие.

## См.также
- Список кратеров на Луне
- Лунный кратер
- Морфологический каталог кратеров Луны
- Планетная номенклатура
- Селенография
- Минералогия Луны
- Геология Луны
- Поздняя тяжёлая бомбардировка